# Championnat du Kazakhstan de football 2002
Navigation
Saison précédente Saison suivante
La saison 2002 du championnat du Kazakhstan de football était la 11e édition de la première division kazakhe, la Super-Liga. Les douze meilleures équipes du pays sont regroupées au sein d'une poule unique, où tous les clubs s'affrontent en matchs aller et retour. À la fin de cette première phase, les 6 premiers jouent la poule pour le titre tandis que les 6 derniers jouent la poule de relégation, qui voit le dernier être relégué et l'avant-dernier dispute un barrage face au vice-champion de Perveja Liga, la deuxième division kazakhe.
C'est le FC Irtysh Pavlodar qui remporte le titre en terminant en tête du classement de la poule pour le titre, en devançant de 8 points le FK Atyrau et de 19 points un duo composé du FC Zhenis Astana, tenant du titre et vainqueur de la Coupe du Kazakhstan et du FC Tobol Koustanaï. C'est le 4e titre de champion de l'histoire du FC Irtysh Pavlodar.
La fédération décide finalement d'étendre le championnat à 17 équipes la saison prochaine et annule en fin de saison le barrage de promotion-relégation ainsi que la relégation du FC Esil.

## Les 12 clubs participants
| - FK Atyrau - FC Zhenis Astana - FC Tobol Koustanaï - FC Yesil Bogatyr - FC Kaysar - FC Aktobe-Lento | - FC Shakhtyor Karagandy - FC Irtych Pavlodar - FC Vostok-Adil - FC Yelimay Semipalatinsk - FC Kairat Almaty - FC Esil |

## Compétition
Le barème de points servant à établir les classements se décompose ainsi :
- Victoire : 3 points
- Match nul : 1 point
- Défaite : 0 point

### Première phase
| Rang | Équipe                   | Pts | J  | G  | N | P  | Bp | Bc | Diff |
| ---- | ------------------------ | --- | -- | -- | - | -- | -- | -- | ---- |
| 1    | FC Irtysh Pavlodar       | 52  | 22 | 16 | 4 | 2  | 46 | 9  | +37  |
| 2    | FK Atyrau                | 48  | 22 | 15 | 3 | 4  | 28 | 14 | +14  |
| 3    | FC Zhenis Astana (T)     | 40  | 22 | 11 | 7 | 4  | 32 | 14 | +18  |
| 4    | FC Tobol Koustanaï       | 37  | 22 | 11 | 4 | 7  | 33 | 27 | +6   |
| 5    | FC Shakhtyor Karagandy   | 36  | 22 | 10 | 6 | 6  | 35 | 21 | +14  |
| 6    | FC Aktobe-Lento          | 34  | 22 | 10 | 4 | 8  | 25 | 26 | -1   |
| 7    | FC Yelimay Semipalatinsk | 33  | 22 | 9  | 6 | 7  | 26 | 28 | -2   |
| 8    | FC Yesil Bogatyr         | 25  | 22 | 6  | 7 | 9  | 18 | 25 | -7   |
| 9    | FC Kairat Almaty         | 24  | 22 | 6  | 6 | 10 | 24 | 29 | -5   |
| 10   | FC Vostok-Adil           | 19  | 22 | 6  | 1 | 15 | 17 | 31 | -14  |
| 11   | FC Kaysar                | 11  | 22 | 3  | 2 | 17 | 13 | 46 | -33  |
| 12   | FC Esil                  | 10  | 22 | 2  | 4 | 16 | 13 | 40 | -27  |

|  | Participation pour la poule pour le titre     |
|  | Participation pour la poule de relégation     |
|  | (T) Tenant du titre (P) Promu de Perveja Liga |

### Seconde phase

#### Poule pour le titre
| Rang | Équipe                   | Pts | J  | G  | N  | P  | Bp | Bc | Diff |
| ---- | ------------------------ | --- | -- | -- | -- | -- | -- | -- | ---- |
| 1    | FC Irtysh Pavlodar       | 71  | 32 | 21 | 8  | 3  | 63 | 14 | +49  |
| 2    | FK Atyrau                | 63  | 32 | 19 | 6  | 7  | 43 | 22 | +21  |
| 3    | FC Tobol Koustanaï       | 52  | 32 | 15 | 7  | 10 | 45 | 43 | +2   |
| 4    | FC Zhenis Astana (T) (C) | 52  | 32 | 14 | 10 | 8  | 40 | 23 | +17  |
| 5    | FC Aktobe-Lento          | 46  | 32 | 13 | 7  | 12 | 37 | 40 | -3   |
| 6    | FC Shakhtyor Karagandy   | 43  | 32 | 11 | 10 | 11 | 45 | 39 | +6   |

|  | Qualification pour la Ligue des champions 2003-2004         |
|  | Qualification pour la Coupe UEFA 2003-2004                  |
|  | Qualifiation pour la Coupe Intertoto 2003                   |
|  | (T) Tenant du titre (C) Vainqueur de la Coupe du Kazakhstan |

#### Poule de relégation
| Rang | Équipe                   | Pts | J  | G  | N | P  | Bp | Bc | Diff |
| ---- | ------------------------ | --- | -- | -- | - | -- | -- | -- | ---- |
| 7    | FC Kairat Almaty         | 46  | 32 | 13 | 7 | 12 | 41 | 36 | +5   |
| 8    | FC Yelimay Semipalatinsk | 39  | 32 | 11 | 6 | 15 | 33 | 51 | -18  |
| 9    | FC Yesil Bogatyr         | 37  | 32 | 10 | 7 | 15 | 31 | 35 | -4   |
| 10   | FC Kaysar                | 32  | 32 | 10 | 2 | 20 | 31 | 55 | -24  |
| 11   | FC Vostok-Adil           | 32  | 32 | 10 | 2 | 20 | 27 | 47 | -20  |
| 12   | FC Esil                  | 24  | 32 | 6  | 6 | 20 | 25 | 56 | -31  |

|  | Participation au barrage de relégation |
|  | Relégation en Perveja Liga             |

## Bilan de la saison
| Championnat du Kazakhstan de football 2002 |                                                                                   |
| Champion                                   | FC Irtysh Pavlodar (4e titre)                                                     |
| Coupes et trophées                         |                                                                                   |
| Vainqueur de la Coupe du Kazakhstan 2002   | FC Zhenis Astana                                                                  |
| Qualifications continentales               |                                                                                   |
| Ligue des champions 2003-2004 Premier tour | FC Irtysh Pavlodar                                                                |
| Coupe UEFA 2003-2004 Premier tour          | FC Zhenis Astana                                                                  |
| Coupe UEFA 2003-2004 Premier tour          | FK Atyrau                                                                         |
| Coupe Intertoto 2003                       | FC Tobol Koustanaï                                                                |
| Promotions et relégations                  |                                                                                   |
| Promus en Super-Liga                       | FC Ekibastuzets Ekibastuz FC Batys Oral FK Taraz FC Dostyk FC Zhetysu Taldykorgan |
| Relégués en Perveja Liga                   | Aucun (passage de 12 à 17 clubs)                                                  |